# San Julián de Insua
Insua (llamada oficialmente San Xián de Insua) es una parroquia española del municipio de Taboada, en la provincia de Lugo, Galicia.

## Otras denominaciones
La parroquia también es conocida por los nombres de  San Julián de Insua y San Xulián de Insua.

## Organización territorial
La parroquia está formada por ocho entidades de población, constando cuatro de ellas en el nomenclátor del Instituto Nacional de Estadística español:

### Entidades de población
Entidades de población que forman parte de la parroquia:
- A Telleira
- Couso
- Friamonde
- O Grove
- Outeiro
- Quintá
- Vilar

### Despoblado
Despoblado que forma parte de la parroquia:
- San Xulián (San Xián)

## Demografía
| Gráfica de evolución demográfica de Insua (parroquia) entre 2000 y 2021 |
|                                                                         |
| Datos según el nomenclátor publicado por el INE.                        |